# Gull Harbour
Gull Harbour är en vik i territoriet Falklandsöarna (Storbritannien). Den ligger i den västra delen av ögruppen, 210 km väster om huvudstaden Stanley.